# Suelli
Suelli é uma comuna italiana da região da Sardenha, na província da Sardenha do Sul, com  cerca de 1.171 habitantes. Estende-se por uma área de 19 km², tendo uma densidade populacional de 62 hab/km². Faz fronteira com Gesico, Mandas, Selegas, Senorbì, Siurgus Donigala.

## Demografia
| Variação demográfica do município entre 1861 e 2011                               |
|                                                                                   |
| Fonte: Istituto Nazionale di Statistica (ISTAT) - Elaboração gráfica da Wikipedia |